# Newburyport
Newburyport ist eine kleine Hafenstadt im Essex County im US-Bundesstaat Massachusetts. Das U.S. Census Bureau hat bei der Volkszählung 2020 eine Einwohnerzahl von 18.289 ermittelt. 
Newburyport liegt etwa 61 Kilometer nordöstlich von Boston an der Mündung des Merrimack Rivers in den Atlantik.

## Geschichte
Die erste europäische Ansiedlung stammt von 1635, als Einwanderer die Stadt Newbury gründeten. Die ersten Werftanlagen entstanden 1655. Während sich der Hafen zu einem Fischerei- und Handelsort entwickelte, blieb die Stadt landwirtschaftlich geprägt, weshalb sich der Hafen 1764 von Newbury trennte und als Newburyport eine eigene Stadtgemeinde bildete. In der Folge entwickelte sich Newburyport zu einer prosperierenden Handelsstadt. Im Vorfeld des Unabhängigkeitskriegs kam es hier zu den ersten Tea Party-Ausschreitungen gegen die britische Teesteuer (siehe auch Boston Tea Party). Im Krieg von 1812 gegen Großbritannien war der Hafen ein Zentrum von Kaperschiffen, die hunderte von britischen Schiffen erbeuteten, aber selbst auch schwere Verluste erlitten. Ein großer Stadtbrand im Jahr 1811, die wirtschaftlichen Folgen der britischen Blockade im Krieg von 1812 und eine landesweite Finanzkrise im Jahr 1816 lösten eine wirtschaftliche Krise für die Stadt aus. Vom Ende des 18. Jahrhunderts bis Ende des 19. Jahrhunderts war Newburyport ein Zentrum des Schiffbaus, in dem unter anderem die ersten Klipper gebaut wurden. Die Stadt gilt auch als Geburtsort der US Coast Guard (Küstenwache).
1851 gemeindete die Stadt Teile von Newbury ein und erlebte im Zuge der Industrialisierung eine zweite Blütezeit, die im frühen 20. Jahrhundert endete. In den 1970er Jahren führte ein umfassendes Erneuerungsprogramm zu einer grundlegenden Sanierung des historischen Stadtzentrums, das Newburyport zu einem florierenden Tourismusort gemacht hat.

## Sehenswürdigkeiten
- Cushing House Museum, ein Gebäude des 19. Jahrhunderts mit dem Museum der Historical Society of Old Newbury.
- Custom House Maritime Museum, ein Gebäude von 1835 mit einem Museum zur maritimen Geschichte Newburyports.
- Coffin House, ein etwa 1678 gebautes hölzernes Haus aus der Kolonialzeit.
- The Little Farm, ein ebenfalls kolonialzeitlicher Landsitz etwa 1690.
- Lowell’s Boat Shop, ein 1793 gegründeter, historischer Bootsbaubetrieb, der von der Newburyport Maritime Society betrieben wird. Hier werden bis heute in traditioneller Weise Boote gebaut.

## Persönlichkeiten

### Söhne und Töchter der Stadt
- Tristram Dalton (1738–1817), US-Senator für Massachusetts
- William Plumer (1759–1850), Politiker und Gouverneur von New Hampshire
- John Parker Boyd (1764–1830), Söldner in Indien und General des Kriegs von 1812
- Samuel Kettell (1800–1855), Autor, Publizist und Journalist
- William Lloyd Garrison (1805–1879), mit seiner Wochenzeitung „The Liberator“ Vorkämpfer der Sklavenbefreiung. Statue auf dem Brown Square.
- Nicolas Pike (1818–1905), Diplomat und Naturforscher
- Aaron Augustus Sargent (1827–1887), US-Senator für Kalifornien
- John Joseph Nilan (1855–1934), Bischof von Hartford
- Laura Coombs Hills (1859–1952), Malerin und Illustratorin
- Robert Mulliken (1896–1986), Nobelpreisträger für Chemie 1966
- Fred Naumetz (1922–1998), American-Football-Spieler der Los Angeles Rams
- Warren Frost (1925–2017), Schauspieler und Theaterregisseur
- Pat Freiermuth (* 1998), American-Football-Spieler

### Persönlichkeiten mit Bezug zur Stadt
- John Phillips Marquand (1893–1960), Journalist und Schriftsteller, 1938 Pulitzer-Preisträger für den Roman Der selige Mister Apley (The Late George Apley), verbrachte den größten Teil seines Lebens in Newburyport.
- Andre Dubus III (* 1959), Schriftsteller; lebt seit langem in Newburyport. Mangels eines geeigneten Arbeitszimmers in seinem Haus schrieb er seinen Bestseller Haus aus Sand und Nebel in seinem alten Toyota Kombi auf dem Oak Hill Friedhof der Stadt.